# Jan Mauropus
Svatý Jan Mauropus (řecky Ἰωάννης Μαυρόπους; kolem 990 až 1000 Malá Asie – kolem 1080 Konstantinopol) byl byzantský učenec a spisovatel, metropolita euchaitský. Byl významným učitelem a ve třicátých letech 11. století kolem sebe seskupil okruh důležitých byzantských vzdělanců. Jeho studenty byli například Michael Psellos či Jan Xifilinos. Pravoslavnou církví je uctíván jako svatý, jeho svátek se připomíná 5. října .

## Život
Jan (Ióannés) se narodil pravděpodobně v maloasijské Paflagonii. Přesné místo jeho narození není známo, některé náznaky však odkazují na Klaudiopolis, kde měl být biskupem jeho strýc. Jeho druhý strýc snad byl misionářem v Bulharsku. V mládí měl Jan od svých obou strýců získat vynikající vzdělání. Studoval rétoriku, logiku, metafyziku a etiku, zabýval se přírodními vědami, matematikou, právem a latinou. Během studií v Konstantinopoli se stal příslušníkem silné vrstvy byzantských vzdělanců 11. století. Působil jako jejich učitel a spolužák. Lekce původně poskytoval v soukromém domě. Jeho přednášky navštěvovala pozdější konstantinopolská elita včetně učence Michaela Psella a pozdějších patriarchů Konstantina Leichuda a Ióanna Xifilina. Pomáhal také s obnovou vysokého školství v Konstantinopoli, napsal statut pro tamní právnickou fakultu. Postupně se stal se oblíbencem mecenášského císaře Konstantina IX. Monomacha. Jako takový měl značný vliv na byzantskou vysokou politiku. V roce 1047 během své řeči požádal císaře o omilostnění povstalce Leona Tornikia.
V roce 1050 se za dosud nevyjasněných okolností dostal do nemilosti a musel opustit politické výsluní hlavního města. Byl vysvěcen biskupem a jmenován metropolitou maloasijského města Euchaita. Podle hagiografických zmínek měl místní diecézi duchovně pozvednout a rozvinout tamní duchovní správu. Nechal vystavět klášter svatému Theodorovi z Tironu, patronovi města a ujal se reformy liturgie. Do Konstantinopole se mohl vrátit až na sklonku svého života. Po návratu vstoupil do monastýru (některé zdroje uvádějí Studijský klášter, jiné zmiňují jiné kláštery), kde dožil svůj život. Zemřel snad někdy krátce po nástupu Alexia I. na byzantský trůn.

## Dílo
Ve své spisovatelské činnosti se Jan věnoval zejména poezii a rétorice. Napsal mnoho kázání, básní a epigramů. Zachovaly se také jeho četné dopisy (minimálně 77) a životy svatých. Zachována je i jeho práce v oblasti liturgických hymnů. Velká část z jeho děl nebyla dodnes publikována.
Jeho myšlenky nesou prvky křesťanského byzantského humanismu a sociálního cítění. Odsuzoval militarismus a prosazoval používání rétoriky jako prostředku pro zisk politického vlivu. Během své aktivní kariéry se ve svých pracích zabýval tehdejšími politickými událostmi. Jeho díla tak poskytují cenné informace k dějinám Byzance a Balkánu . Po svém pádu v roce 1050 se soustředil na náboženská téma.
Do svých děl zasazoval živé obrazy a v jednom ze svých epigramů horlivě bránil antické spisovatele jako Platóna či Plutarcha. Modlil se za spásu jejich duše, protože svým životem prý byli blízko Kristovu učení. V tomto směru na něj navázali další byzantští učenci 11. století.
Podle některých církevních zdrojů měla konstantinopolská církev na návrh Jana Mauropa zavést společné slavení tří významných byzantských světců a teologů Basila Velikého, Jana Zlatoústého a Řehoře Naziánského.